# Lomana LuaLua
Lomana Trésor Lua Lua más conocido como LuaLua (Kinsasa, 28 de diciembre de 1980) es un futbolista congoleño que actualmente se encuentra sin equipo, juega en la selección de fútbol de la República Democrática del Congo y destaca por su fuerza y velocidad.

## Clubes
| Club                | País       | Años        |
| ------------------- | ---------- | ----------- |
| Colchester United   | Inglaterra | 1998 - 2000 |
| Newcastle United FC | Inglaterra | 2000 - 2004 |
| Portsmouth FC       | Inglaterra | 2004 - 2007 |
| Olympiacos FC       | Grecia     | 2007 - 2008 |
| Al-Arabi SC         | Catar      | 2008 - 2009 |
| Olympiacos FC       | Grecia     | 2009 - 2010 |
| AC Omonia           | Chipre     | 2010 - 2011 |
| Blackpool FC        | Inglaterra | 2011 - 2012 |
| Karabükspor         | Turquía    | 2012 - 2013 |
| Rizespor            | Turquía    | 2013 - 2014 |